# Нью-Хейвен (Коннектикут)
Нью-Хе́йвен (англ. New Haven) — город в одноимённом округе штата Коннектикут, на берегу пролива Лонг-Айленд. Крупный порт. Население — 134 023 человек (2020), является третьем по численности населения городом штата после Бриджпорта и Стамфорда.

## История
Город был основан в 1638 году, когда около пяти сотен пуритан покинули Колонию Массачусетского залива и основали в устье реки Куиннипиак колонию Нью-Хейвен. Год спустя они заложили улицы в виде сетки четыре на четыре, создав то, что ныне широко известно как «План девяти площадей». Центр этого блока, называемый Нью-Хейвен Грин (англ. New Haven Green), занимает площадь 6 га и является Национальным историческим памятником США.
В городе развито производство огнестрельного оружия и боеприпасов, часов, электротоваров, промышленного оборудования и инструментов, развито приборостроение и химическая промышленность.
Пять раз (1958, 1998, 2003, 2008, 2022) город был награждён премией All-America City Award (с англ. — «Всеамериканский город») присуждаемой Национальной гражданской лигой, которую неофициально называют «Нобелевской премией за конструктивное гражданство» и которая выдается за активную гражданскую позицию жителей некорпоративных сообществ Соединённых Штатов в жизни местного самоуправления.

## Климат
| Показатель                                                                | Янв. | Фев. | Март | Апр. | Май  | Июнь | Июль | Авг. | Сен. | Окт. | Нояб. | Дек. | Год  |
| ------------------------------------------------------------------------- | ---- | ---- | ---- | ---- | ---- | ---- | ---- | ---- | ---- | ---- | ----- | ---- | ---- |
| Абсолютный максимум, °C                                                   | 21   | 19   | 25   | 31   | 33   | 36   | 38   | 38   | 28   | 32   | 24    | 18   | 38   |
| Средний суточный максимум, °C                                             | 3,4  | 4,6  | 8,3  | 14,3 | 19,8 | 24,7 | 27,8 | 27,2 | 23,7 | 17,7 | 11,9  | 6,5  | 15,8 |
| Средняя температура, °C                                                   | −0,8 | 0,0  | 3,6  | 9,2  | 14,7 | 19,9 | 23,3 | 22,7 | 18,9 | 12,6 | 7,1   | 2,4  | 11,1 |
| Средний суточный минимум, °C                                              | −5   | −4,5 | −1,1 | 4,1  | 9,7  | 15,2 | 18,7 | 18,2 | 14,1 | 7,5  | 2,2   | −1,7 | 6,6  |
| Абсолютный минимум, °C                                                    | −22  | −21  | −17  | −8   | −1   | 4    | 10   | 6    | 1    | −5   | −11   | −19  | −22  |
| Среднее число дней с осадками                                             | 10   | 9    | 10   | 11   | 13   | 12   | 10   | 10   | 9    | 11   | 9     | 11   | 124  |
| Норма осадков, мм                                                         | 69   | 72   | 93   | 106  | 90   | 88   | 85   | 90   | 102  | 96   | 79    | 90   | 1061 |
| Источник: Национальное управление океанических и атмосферных исследований |      |      |      |      |      |      |      |      |      |      |       |      |      |

## Колледжи и университеты
- Йельский университет, основан в 1701 году
- Богословская школа Беркли, основана в 1854 году
- Университет Южного Коннектикута, основан в 1893 году
- Университет Нью-Хейвена, основан в 1920 году
- Колледж Альберта Великого, основан в 1925 году

## Города-побратимы
Нью-Хейвен является городом-побратимом следующих городов:
- Афула, Израиль
- Амальфи, Италия
- Авиньон, Франция
- Фритаун, Сьерра-Леоне
- Хюэ, Вьетнам
- Леон, Никарагуа